# Edgar Arana
Pour les articles homonymes, voir Arana.
Edgar Nissan Arana, né le 10 octobre 1987, est un coureur cycliste bélizien.

## Biographie
En avril 2019, il est contrôlé positif à l'EPO lors d'une course locale. L'UCI le suspend pour une durée de quatre ans,. 

## Palmarès et résultats

### Palmarès par année
- 2007
  - 2e du championnat du Belize sur route
- 2009
  - 3e du championnat du Belize sur route
- 2013
  -  Champion du Belize du contre-la-montre
  - 3e du championnat du Belize sur route
- 2014
  -  Champion du Belize sur route
  -  Champion du Belize du contre-la-montre
- 2015
  - 3e du championnat du Belize sur route
- 2016
  - 1re étape de la Valentine's Day Classic
  - 4e étape du Tour du Belize
  - 2e du championnat du Belize sur route
- 2017
  -  Champion du Belize sur route
  - 2e du championnat du Belize du contre-la-montre
- 2018
  - Westrac Stage Race :
    - Classement général
    - 1re et 2e étapes

  - Tour of the South
  - 2e du championnat du Belize du contre-la-montre
  - 3e de la KREM New Year's Day Cycling Classic
- 2019
  - 1re étape de la Valentine's Day Classic
  - Belmopan Cycling Classic
  - 2e de la Valentine's Day Classic
  - 3e de la KREM New Year's Day Cycling Classic

### Classements mondiaux
| Année            | 2007 | 2008 | 2009 | 2010 | 2011 | 2012 | 2013 | 2014 | 2015 | 2016 | 2017 |
| ---------------- | ---- | ---- | ---- | ---- | ---- | ---- | ---- | ---- | ---- | ---- | ---- |
| UCI America Tour | 105e |      |      |      | 365e |      | 111e | 58e  | 179e |      | 104e |